# Hemimorina curvata
Hemimorina curvata är en fjärilsart som beskrevs av Augustus Radcliffe Grote 1880. Hemimorina curvata ingår i släktet Hemimorina och familjen mätare. Inga underarter finns listade i Catalogue of Life.